# Bergsjön (Långsele socken, Ångermanland)
Bergsjön är en sjö i Sollefteå kommun i Ångermanland och ingår i Ångermanälvens huvudavrinningsområde. Sjön har en area på 0,082 kvadratkilometer och ligger 161,4 meter över havet. Vid provfiske har gädda fångats i sjön.

## Delavrinningsområde
Bergsjön ingår i det delavrinningsområde (701032-156583) som SMHI kallar för Ovan VDRID = Näcksjöån i Faxälvens vattendragsyta. Medelhöjden är 204 meter över havet och ytan är 32,09 kvadratkilometer. Räknas de 994 avrinningsområdena uppströms in blir den ackumulerade arean 8 969,27 kvadratkilometer. Faxälven som avvattnar avrinningsområdet har biflödesordning 2, vilket innebär att vattnet flödar genom totalt 2 vattendrag innan det når havet efter 48 kilometer. Avrinningsområdet består mestadels av skog (77 procent). Avrinningsområdet har 0,47 kvadratkilometer vattenytor vilket ger det en sjöprocent på 1,5 procent.